# 塔糖山 (马里兰州)
塔糖山（英文：Sugarloaf Mountain）又称舒格洛夫山，是一座小（1,283英尺; 391米）山，公园位于美国马里兰州弗雷德里克（Frederick）南部约10英里（16千米）。 最近的村庄是巴恩斯維爾（Barnesville） ，距离山脚仅一英里。 这座相对较低的山峰比周围的农田高约800英尺（244米）。 从北部的蒙哥马利县和南部的弗雷德里克县 ，尤其是在日耳曼敦镇以北的270号州际公路，都可以看到它。 由于其独特的地质和自然历史，它于1969年被指定为国家自然地标。塔糖山公园是一处由私人管理的公园， 可免费入场（尽管提倡捐款）。 

## 历史
在1862年美国南北战争的马里兰会战期间，联邦军占领了山峰，被用作观察和信号站，并首先发现了于9月5日越过波托马克河进入马里兰州时的北弗吉尼亚军队 。第二天早晨，面对联盟军陆军，山上的联邦军开始撤退，他们遇到了毫无戒心的北卡罗来纳州第1步兵，随后发生了一场小规模的冲突。 联邦部队得以逃脱，但后来在厄巴纳被联盟骑兵抓住。 
20世纪初， 芝加哥商人戈登·斯特朗（Gordon Strong）在山上及其周围购买了大量土地。 1925年，受斯特朗（Strong）委托，建筑师弗蘭克·勞埃德·賴特（Frank Lloyd Wright）提出了对山顶进行开发的建议，但从未实现。 
美国总统富兰克林·德拉诺·罗斯福短暂考虑过使用舒格洛夫山作为总统的隐居之地，但斯特朗说服他选择了附近的卡特丁山（Catoctin Mountain）的Shang-Ri-La，今天将其称为戴维营 。 
斯特朗在1947年成立了一项信托基金，用于在塔糖山维持步道系统和其他旅游设施。 这座山及其附近的环境继续向公众开放，但它们是由Stronghold，Incorporated私有的。 

## 地质学

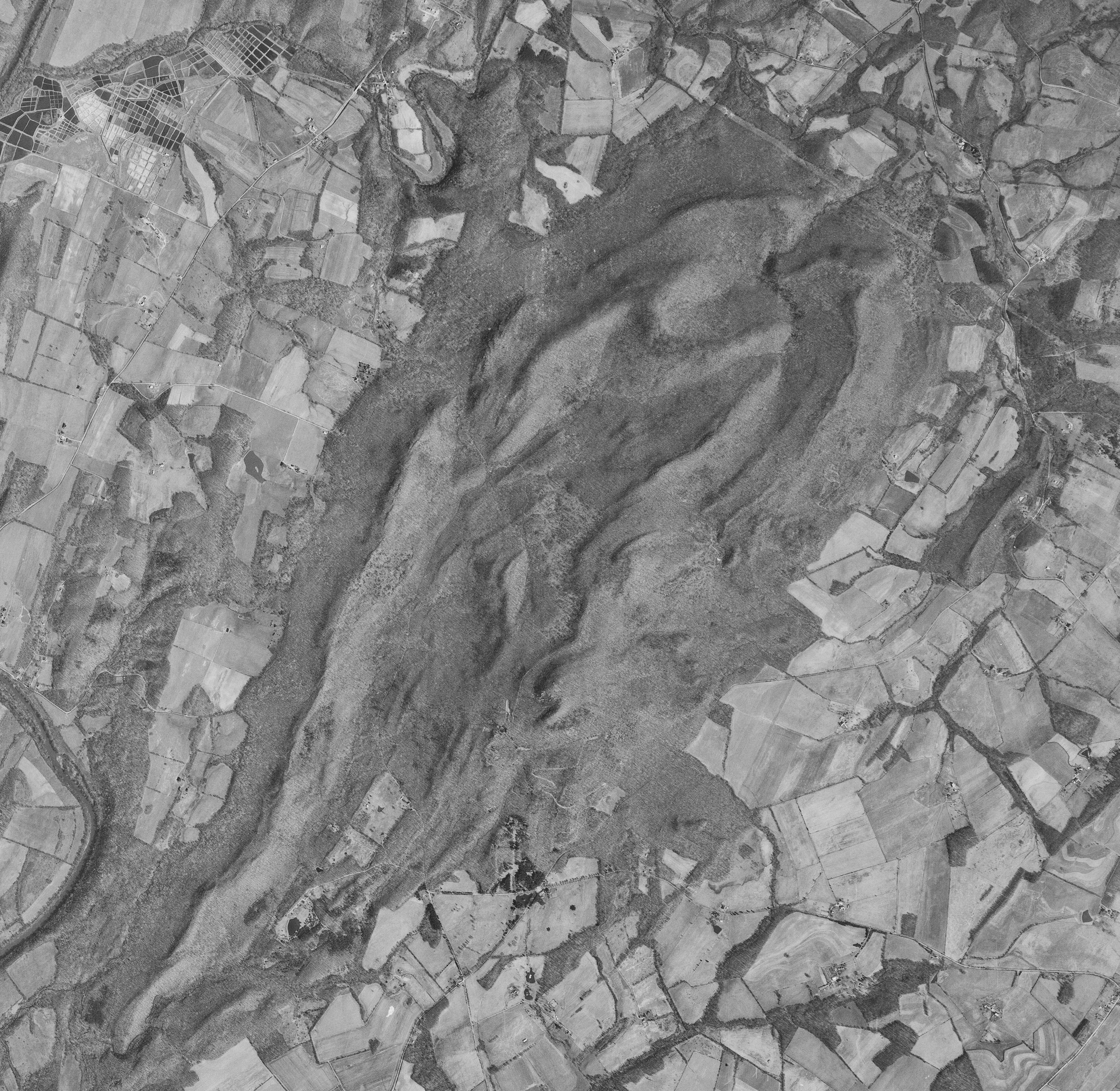
1971年的空中照片，展示了复杂的结构。 图像的宽度约为4.7英里。

塔糖山是岛山的一个例子——即一座孤立的小山，从平缓的水平或周围的土地突然上升。 它似乎是卡特丁山主山以东的离群点，或者是古代阿巴拉契亚山的残余。 
塔糖山基岩是下寒武纪石英岩，一种块状白色石英岩，中间夹有较软的绢云母石英岩， 板岩和千枚岩。

## 旅游
塔糖山是该地区的旅游胜地，免费入场，并向公众开放。 但是，鼓励游客自愿捐赠5美元。 活动包括远足，攀岩，野餐和观光。 这座山以其优美的景色而为当地人所熟知。塔糖山步道系统是连接East View和West View的流行步道。 蓝色步道系统在徒步旅行者中很流行，而黄色步道系统也可以在一年中的指定时间供骑自行车的人和骑马者使用。 这座山脚下的豪宅通常用于举行婚礼和其他特殊活动，而附近的塔糖山葡萄园也是一个受欢迎的郊游活动。 

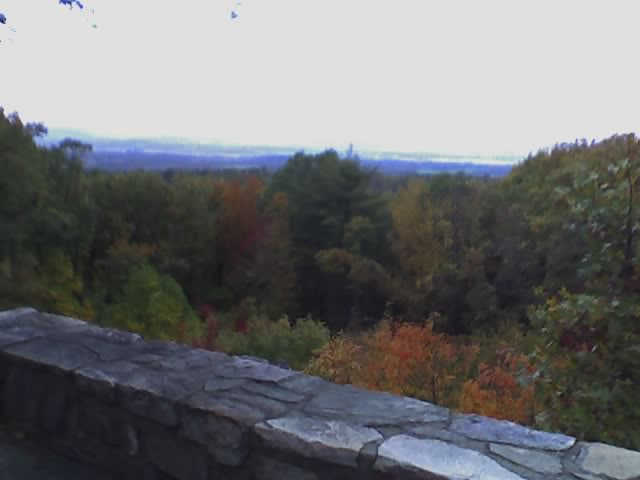
风景优美的塔糖山
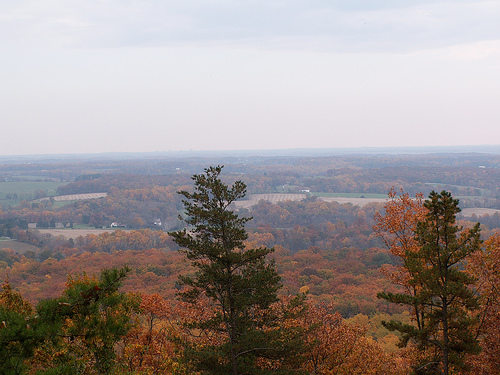
在秋天期间的山峰风景
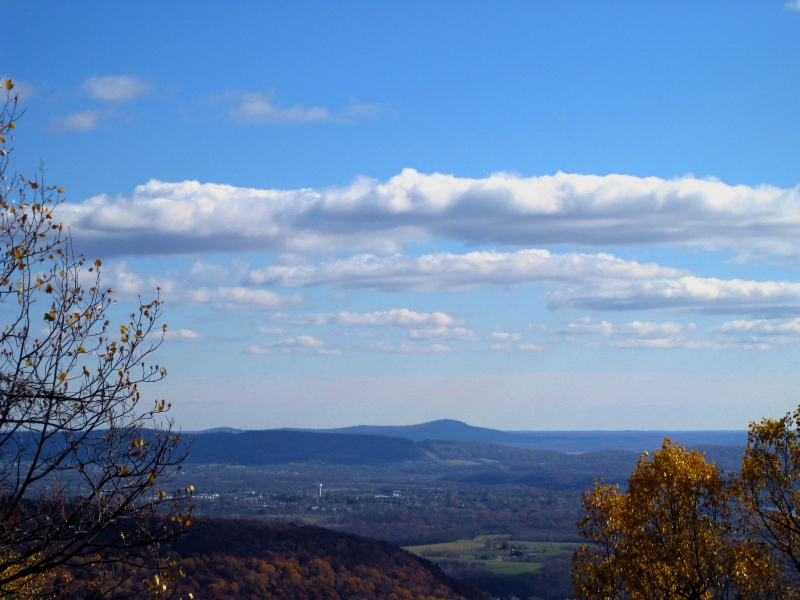
从马里兰高地看到的塔糖山
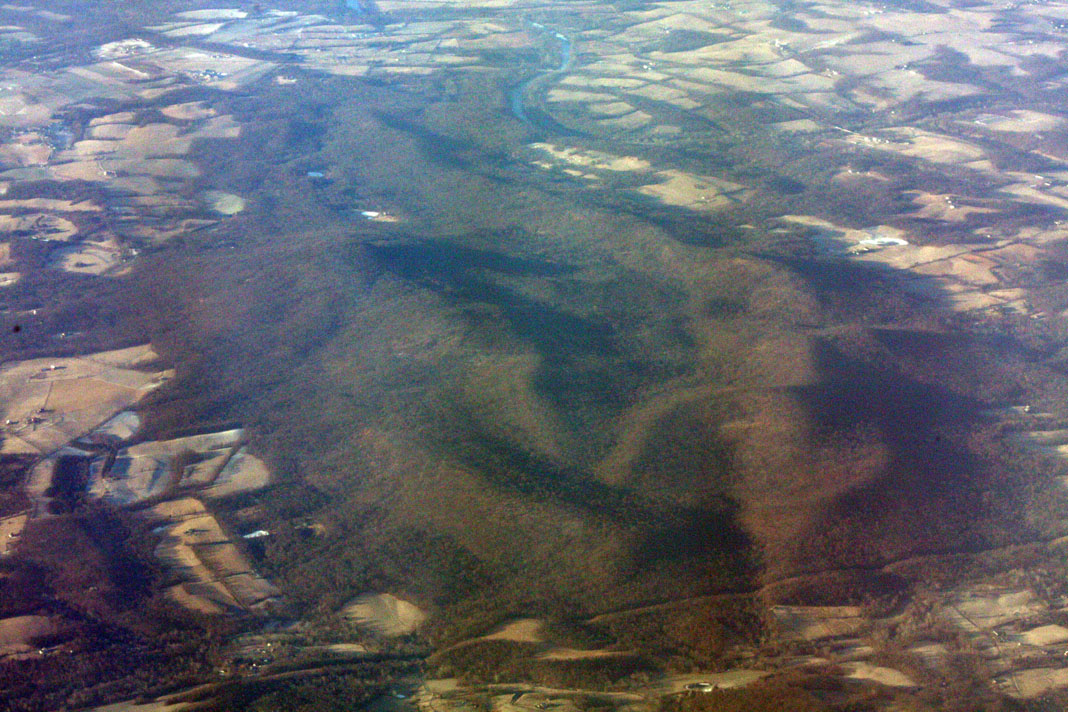
塔糖山的空中照片，2009年1月
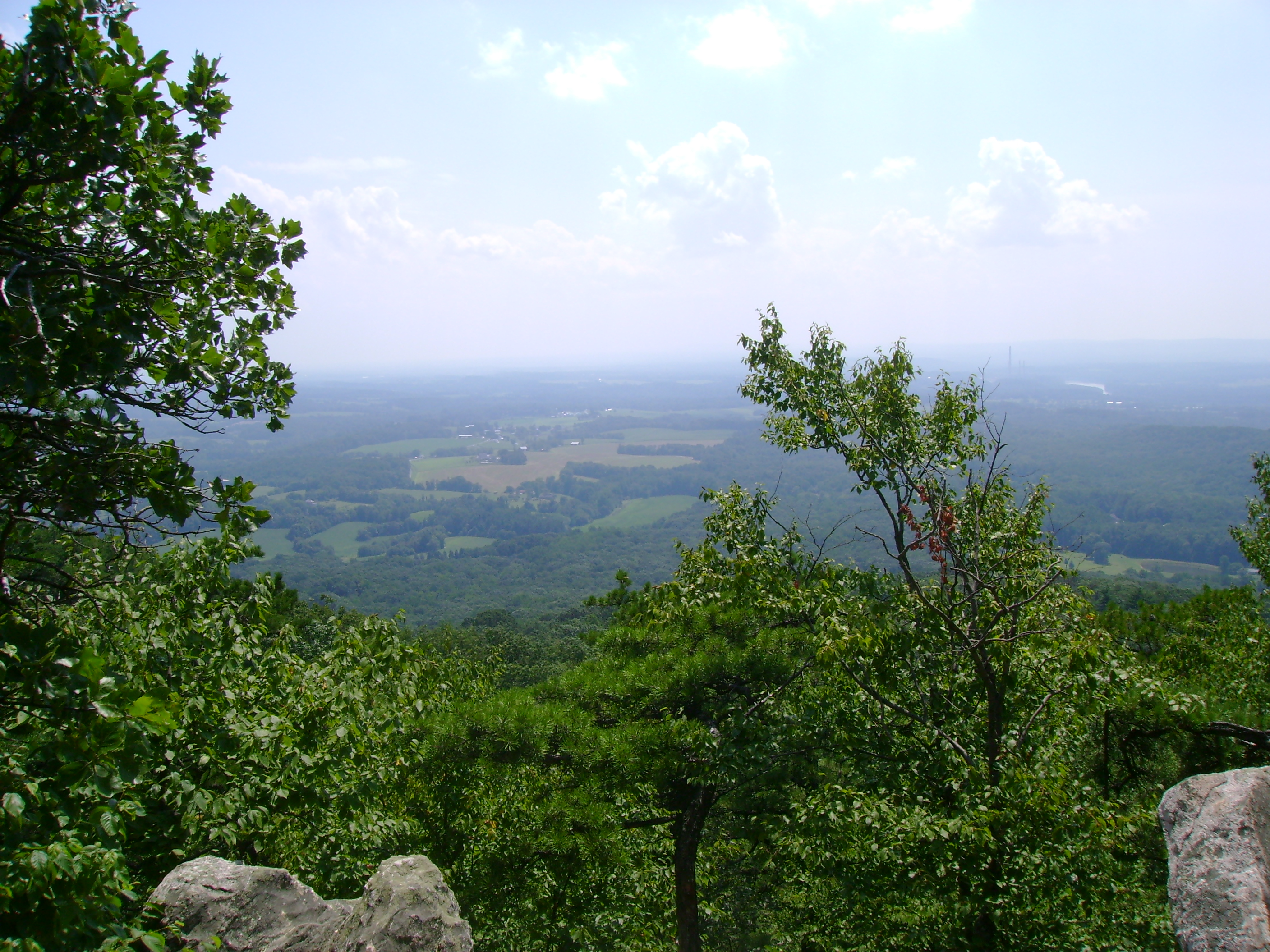
从山顶看山脚风景